# Oreodonten
De Oreodonta of oreodonten zijn een onderorde van uitgestorven evenhoevigen. Deze onderorde omvat twee families, de Merycoidodontidae en de Agriochoeridae. Soorten uit deze groep leefden in het Oligoceen en Mioceen in Noord-Amerika.

## Uiterlijk en leefwijze
De oreodonten hadden eigenschappen van zowel varkens als kameelachtigen. Mogelijk is de groep een zustergroep van die twee groepen. De oreodonten waren tamelijk zwaar gebouwde dieren met een korte kop, verlengde hoektanden, een lange staart en korte poten met vier geklauwde tenen aan iedere poot. De korte poten en grote klauwen van de oreodonten doen vermoeden dat deze dieren holen groeven om zich te beschermen tegen roofdieren. De meeste soorten hadden het formaat van een schaap. Het gebit van de oreodonten lijkt op dat van de hedendaagse herkauwers. Het merendeel van de oreodonten, zoals Merycoidodon en Merycochoerus, waren bewoners van graslanden, maar enkele soorten pasten zich aan aan het leven in moerassen en dichte bosgebieden. Zo leek Promerycochoeus op een nijlpaard. Het grote aantal fossielen van oreodonten dat op sommige locaties is gevonden suggereert dat deze dieren in kuddes leefden.

## Fossielen
Fossielen van oreodonten zijn gevonden in Canada, de Verenigde Staten, Mexico en Panama.

## Taxonomie
De familie Merycoidodontidae wordt onderverdeeld in tien onderfamilies, met zes geslachten niet ingedeeld in een onderfamilie (incertae sedis) ofwel omdat ze als basale vormen van oreodonten beschouwd worden ofwel omdat hun taxonomische status onzeker is.
- Familie † Merycoidodontidae
  - Onderfamilie incertae sedis
    - † Aclistomycter
    - † Merychyus
    - † Pseudogenetochoerus
    - † Pseudoleptauchenia

  - Onderfamilie † Oreonetinae
    - † Bathygenys
    - † Megabathygenys
    - † Oreonetes
    - † Bathygenys

  - Onderfamilie † Leptaucheniinae
    - Stam † Leptaucheniini
    - † Limnenetes
      - † Leptauchenia

    - Stam † Sespiini
      - † Sespia

  - Onderfamilie † Merycoidodontinae
    - † Merycoidodon (syn. Blickohyus, Genetochoerus, Oreodon, Otionohyus, Paramerycoidodon, Prodesmatochoerus, Promesoreodon, Subdesmatochoerus)
    - † Mesoreodon

  - Onderfamilie † Miniochoerinae
    - † Miniochoerus (syn. Paraminiochoerus, Parastenopsochoerus, Platyochoerus, Pseudostenopsochoerus, Stenopsochoerus)

  - Onderfamilie † Desmatochoerinae
    - † Desmatochoerus
    - † Eporeodon
    - † Megoreodon

  - Onderfamilie † Promerycochoerinae
    - † Promesodreodon
    - † Promerycochoerus
    - † Merycoides

  - Onderfamilie † Merychyinae
    - † Oreodontoides
    - † Paroreodon
    - † Merycoides
    - † Merychyus

  - Onderfamilie † Eporeodontinae
    - † Dayohyus
    - † Eporeodon

  - Onderfamilie † Phenacocoelinae
    - † Phenacocoelus
    - † Hypsiops

  - Onderfamilie † Ticholeptinae
    - † Mediochoerus
    - † Ticholeptus
    - † Ustatochoerus

  - Onderfamilie † Merycochoerinae
    - † Merycochoerus
    - † Brachycrus